# Robert M. Hall
Robert M. Hall (Providence, 27 settembre 1909 – 21 dicembre 1998) è stato un imprenditore e editore statunitense, fondatore dell'agenzia di stampa Publishers-Hall Syndicate e in seguito della Hall Communications, gruppo con sede a Lakeland in Florida e proprietario di 21 stazioni radio negli U.S.A..

## Biografia
Laureatosi all'Università Brown nel 1934, due anni dopo perfezionò gli studi alla Scuola di Giornalismo della Columbia University.
Dopo aver collaborato come addetto alle vendite dello United Feature Syndicate, una rubrica e rivista a fumetti che è attualmente proprietà del gruppo United Media. Nel 1944 formò il Post Syndicate con il quotidiano New York Post, che in seguito fu da lui ridenominato Post-Hall Syndicate.
Nel 1964 acquisì la prima emittente radio nel Connecticut, cedendo tre anni più tardi il Post-Hall Syndicate al gruppo Field Enterprises di Chicago, titolare del quotidiano Chicago Times e del periodico Parade. Mediante la Hall Communications, da lui fondata, acquisì numerose emittenti locali nella parte orientale degli Stati Uniti. Lasciato ogni incarico nel '98, ha trasferito la gestione dell'azienda alla figlia Bonnie Hall Rowbotham e al consorte Art.